# Puerto de Bujaruelo

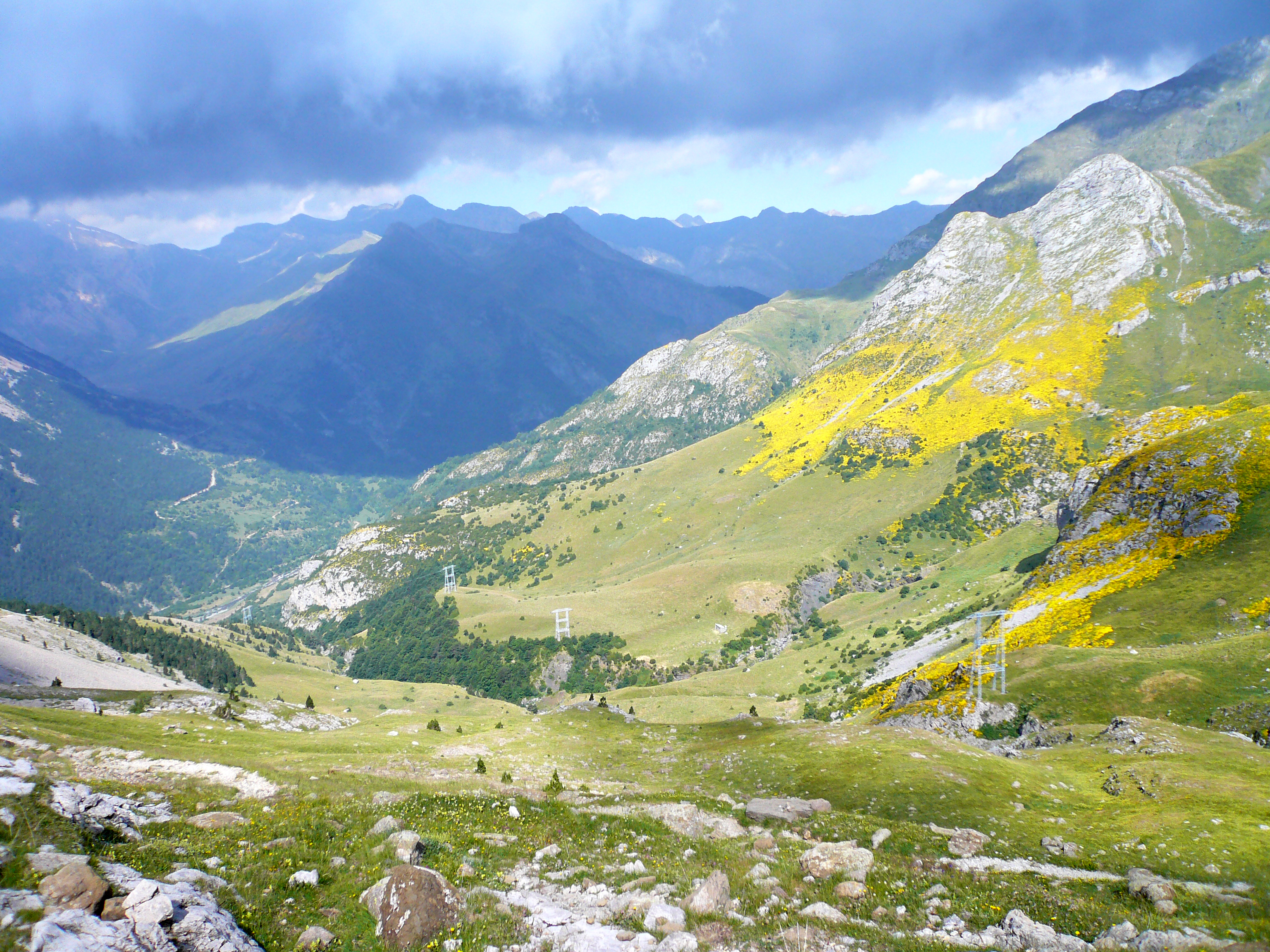
Zicht op de vallei van Bujaruelo vanaf de Port de Boucharo

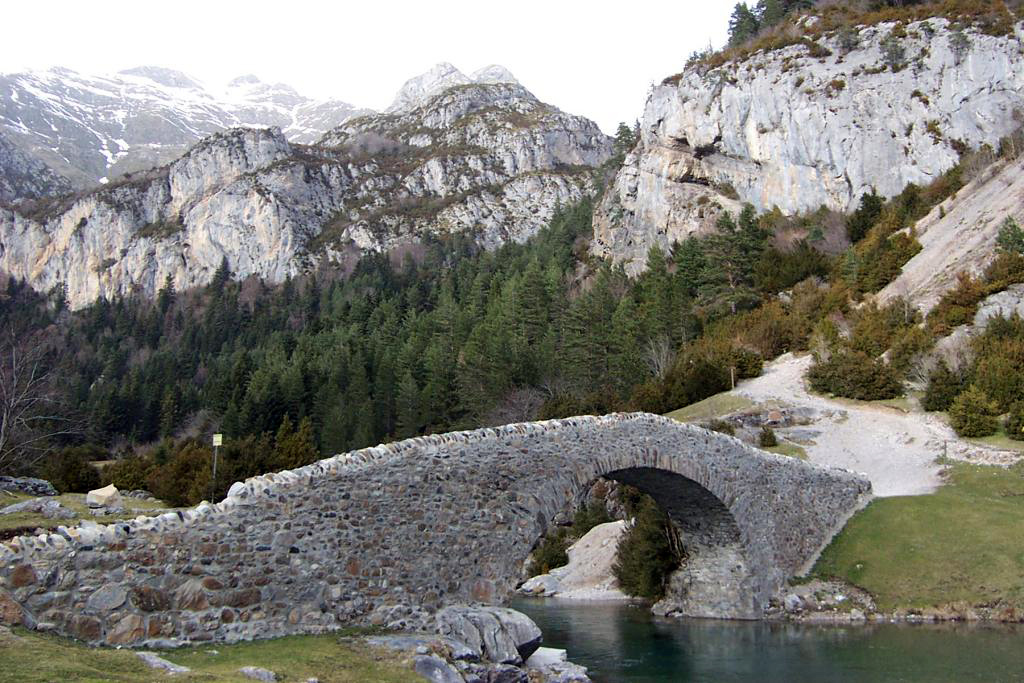
Brugje bij San Nicolas de Bujaruelo

De Puerto de Bujaruelo (Frans: Port de Boucharo) is een bergpas over de hoofdkam van de Pyreneeën op de grens van het Franse departement Hautes-Pyrénées en de Spaanse regio Aragón. De naam verwijst naar het Spaanse gehucht Bujaruelo (Castiliaans) / Buixaruelo (Aragonees) dat aan de westzijde van de pas ligt. De pas ligt in de centrale Pyreneeën, even ten noordwesten van de Pic du Taillon.
In tegenstelling tot de bekende Brèche de Roland die boven de Cirque de Gavarnie ligt, verbindt wordt de Port de Boucharo met Gavarnie verbonden via de nabije vallei van Pouey Aspé, waarin de Gave des Tourettes stroomt. Deze bergbeek voedt de Gave de Gavarnie, een zijrivier van de Adour via de Gave de Pau. De zuidwestzijde van de pas behoort tot het stroomgebied van de Río Ara, een zijrivier van de Ebro.
De Port de Boucharo markeert de grens tussen het massief van de Monte Perdido (het Marboré-massief) in het zuidoosten en dat van de Vignemale in het noordwesten. De pas ligt op exact op de staatsgrens, die hier samenvalt met de hoofdkam van de Pyreneeën en met de Europese waterscheiding tussen de Atlantische Oceaan en de Middellandse Zee.
De pas vormt na de Portalet (nabij de Somport) de laagste plek op de hoofdkam van de Pyreneeën tussen de Somport en de Port de la Bonaigua. Deze laatste zone wordt vaak gezien als de kern van de "Centrale Pyreneeën". Vanwege zijn strategische locatie in deze centrale maar hoge zone van de Pyreneeën, was de Port de Boucharo al lange tijd een gekende plaats om de hoofdkam van de Pyreneeën te kruisen. Het idee van een weg over de Port de Boucharo gaat al lange tijd mee. Het plan werd concreet wanneer Napoleon in 1811 een verharde weg over de pas plande. Gedetailleerde plannen worden echter pas ontwikkeld in de jaren 30 van de twintigste eeuw. De Spaanse Burgeroorlog en de Tweede Wereldoorlog gooiden echter roet in het eten, waardoor de plannen werden uitgesteld. In 1969 werd een verharde weg aangelegd vanuit Gavarnie, via de vallei van Holle en de Col des Tentes (2207 m). Aan de Spaanse zijde zou echter nooit een geasfalteerde weg aangelegd worden. Uiteindelijk worden de twee laatste kilometer van de Franse weg, tussen de Col des Tentes en de Port de Bouchare, gedeklasseerd.